# Ben Lyon
Ben Lyon (Atlanta, Georgia; 6 de febrero de 1901 – Honolulu, Hawái; 22 de marzo de 1979) fue un actor cinematográfico estadounidense, además de ejecutivo de los estudios 20th Century Fox.

## Biografía
Nacido en Atlanta, Georgia,Hijo de una humilde pero modesta familia de la ciudad  Lyon entró en el mundo del cine en 1918 tras una exitosa actuación en el teatro en Broadway junto a Jeanne Eagels. También llamó la atención en el film Flaming Youth (1923), con lo cual de manera progresiva acabó actuando en primeros papeles masculinos. Así, se vio emparejado con algunas de las primeras actrices de la era del cine mudo, entre ellas Pola Negri, Gloria Swanson, Colleen Moore, Barbara La Marr, Viola Dana, Anna Q. Nilsson, Mary Astor y Blanche Sweet.
Su mayor éxito como actor llegó en 1930 con el film Los ángeles del infierno. La película supuso el ascenso al estrellato de Jean Harlow, y la actuación de Lyon como aviador de la Primera Guerra Mundial fue muy bien considerada. Gracias a todo ello, su agenda a lo largo de la década fue a más, aunque su fama empezó a menguar en los primeros años cuarenta.
Mediada la década de 1940 trabajaba para 20th Century Fox, y en 1946 conoció a una joven aspirante a actriz llamada Norma Jeane Dougherty. Tras su primera reunión con ella, Lyon afirmaba estar ante una nueva Jean Harlow. Organizó a la actriz un test, le cambió el nombre y, ya como Marilyn Monroe, ella firmó su primer contrato con un estudio.
En 1930 Lyon se casó con la actriz Bebe Daniels. Formaron una pareja destacada en la sociedad del negocio del espectáculo, y en ocasiones actuaron juntos, como fue en el caso del show radiofónico de la BBC Hi Gang. A esta producción siguió en 1950 Life With The Lyons, programa en el que intervenían sus hijos en la vida real, Richard y Barbara, y que se emitió en la BBC y en la televisión independiente entre 1954 y 1960. La salud de Daniels se vio afectada en la década de 1960 por una serie de ictus, cuidando Lyon de ella hasta fallecer la actriz en 1971.
Posteriormente se casó con la actriz Marian Nixon. Lyon y Nixon se encontraban en 1979 pasando unas vacaciones a bordo del RMS Queen Elizabeth 2 cerca de Honolulu, Hawái, cuando el actor sufrió un infarto agudo de miocardio y falleció. Fue enterrado en el Cementerio Hollywood Forever.
Ben Lyon tiene concedida una estrella en el Paseo de la Fama de Hollywood, en el 1724 de Vine Street, por su contribución al cine. 

## Filmografía seleccionada
- I Killed the Count (1939)